# 立法宮 (秘魯)

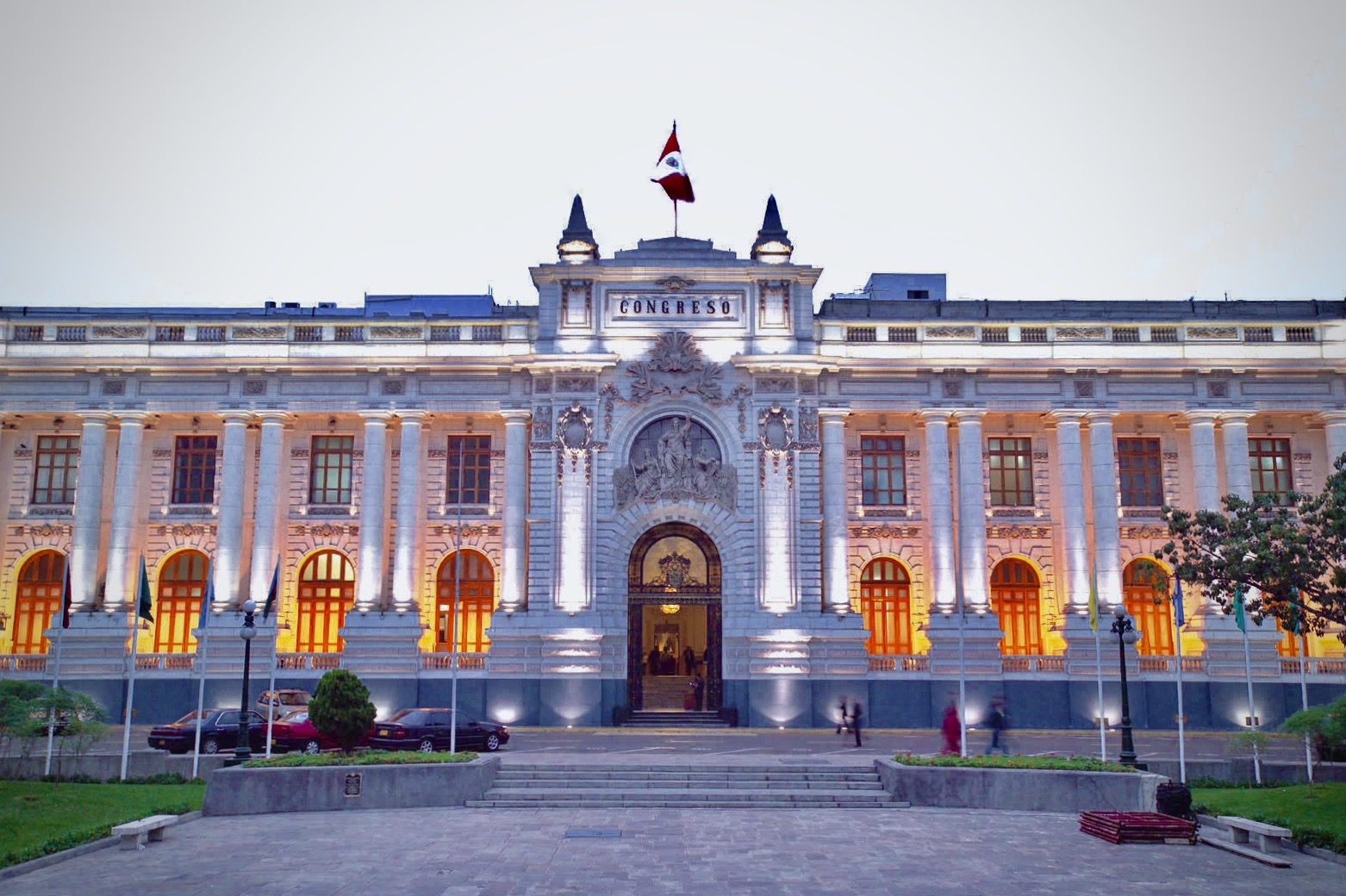

立法宮是秘魯共和國國會的辦公地點，位於利馬市中心的玻利瓦爾廣場。秘魯國會成立於1822年，最初在現國立聖馬爾科斯大學主樓辦公。這座建築自1904年開始修建，但直到1938年後才長期作為政治用建築物使用。